# Roberta (musical)
Roberta es un musical compuesto por Jerome Kern con letra de Otto Harbach en 1933, basado en la novela Gowns by Roberta de Alice Duer Miller. Incluye muchas canciones populares entre las que destacan: "Yesterdays", "Smoke Gets in Your Eyes", "Let's Begin", "You're Devastating", "Something Had To Happen", "The Touch of Your Hand" y "I'll Be Hard to Handle".
Se estrenó en el Teatro New Ámsterdam de Broadway (Nueva York) el 18 de noviembre de 1933, protagonizado por Tamara Drasin como la princesa Stephanie, Bob Hope como Huckleberry Haines, George Murphy como Billy Boyden, Lyda Roberti como Madame Nunez/Clementina Scharwenka, Fred MacMurray como un colegial californiano, Fay Templeton como la Tía Minnie/Roberta, Ray Middleton como John Kent.